# Jorge Zaparaín Sanz
Jorge Zaparaín Sanz (Saragossa, 26 d'abril de 1984) és un futbolista aragonès, que ocupa la posició de porter.

## Trajectòria
Format al planter del Reial Saragossa, ha militat al filial fins al 2009. Amb el primer equip va disputar un partit de la màxima categoria, a la darrera jornada de la temporada 02/03, contra al FC Barcelona. La temporada 07/08 va ser cedit a la UD Fuerteventura.
L'estiu del 2009 s'incorporà al CD Alfaro.